# 専門学校札幌ビジュアルアーツ
専門学校札幌ビジュアルアーツ（せんもんがっこうさっぽろビジュアルアーツ）とは、北海道札幌市中央区北1条西9丁目にある専門学校。経営主体は学校法人北海道安達学園。略称はSVA。

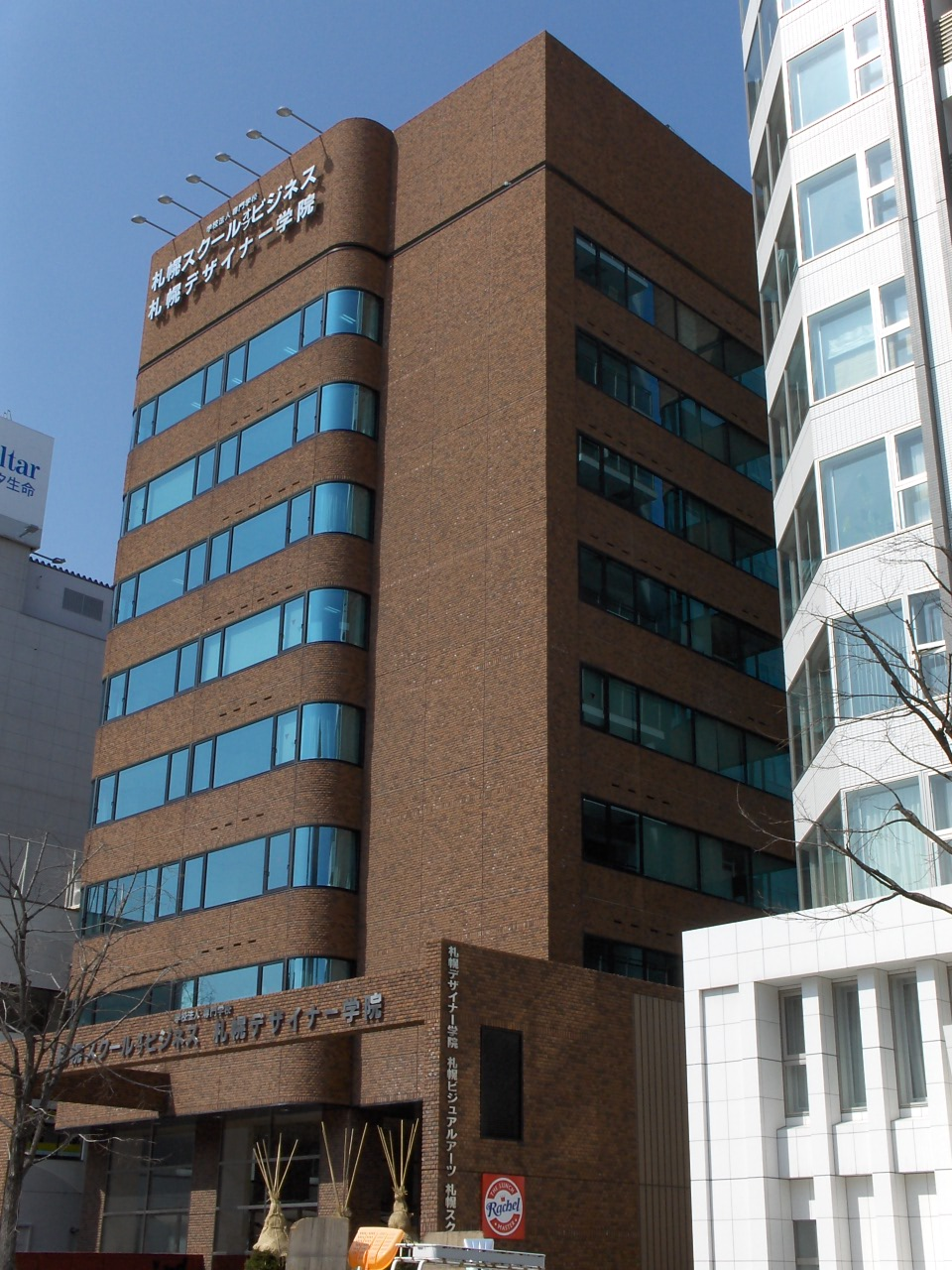
専門学校札幌ビジュアルアーツ

## 概要
北海道知事法人認可校。設置する学科すべてが職業実践専門課程に認定されている。姉妹校に専門学校札幌デザイナー学院、北海道どうぶつ・医療専門学校（旧・専門学校札幌スクールオブビジネス）、札幌マンガ・アニメ&声優専門学校、札幌観光ブライダル・製菓専門学校がある（総合校舎に同居または隣接している）。
卒業生にはmonobright、干場かなえなどメジャーアーティストが在籍していた。また、サービスエース、海坊主など北海道でのインディーズを支えるアーティストも多数輩出。五十嵐浩晃が名誉学校長を務めている。
北海道では数少ない音楽を学べる専門学校。テレビやラジオなどの収録現場として使用されることもある。
札幌ビジュアルアーツ校舎に実習用ライブハウス、テレビスタジオ、写真スタジオ、レコーディングスタジオなど設備は充実している。総合校舎に多目的施設として200名収容可能な視聴覚大教室、作品展示用の「GALLERY7」、同じく総合校舎1階に位置する本格的なカフェスペース「ラシェル」がある。

## 設置学科
- 音響学科
- ゲームクリエイティブ学科
- 写真学科

## 沿革
- 1999年4月 - 写真学科・映像学科・音響学科・ゲーム専攻を札幌デザイナー学院から独立するのと学科を新設することで開校。
- 2002年3月 - スポーツジム、ペット看護実習室、アジリティールームなどを備えた実習棟が竣工
- 2004年9月 - 総合校舎屋上にフットサルコートを設置。北海道の専門学校としては初の試みとなった。
- 2004年11月- 四日市大学と編入学における提携を結ぶ。
- 2005年3月 - アメリカ合衆国ハワイパシフィック大学と語学短期集中研修プログラム（PEP）に関する提携を結ぶ。
- 2007年4月 - 新校舎完成。
- 2007年5月 - アメリカ合衆国ロングアイランド大学C.W.ポスト校と編入学に関する提携を締結。

## 不祥事
- 2011年6月29日 - 就職率等の優良誤認について、消費者庁より専門学校札幌ビジュアルアーツも含む、学校法人北海道安達学園に対する景品表示法に基づく措置命令が行われた[2]。

## アクセス
札幌市営地下鉄東西線西11丁目駅より大通公園北側をさっぽろテレビ塔方面へ徒歩3分。